# Julius Paulmann
Julius Paulmann (* 1813; † 20. Dezember 1874 in Wien) war ein deutscher Theaterschauspieler.

## Leben
Der Sohn des Schauspielers Carl Ludwig Paulmann wirkte von 1844 bis 1850 am Leipziger Stadttheater und wurde von dort ans Hofburgtheater verpflichtet. Eine seiner ersten Rollen war der „Daniel“ in den „Räubern“. Diese Rolle spielte er auch am 20. Dezember 1874 und traf diesen verdienstvollen Schauspieler an diesem Abende nach den letzten Worten des „Daniel“ auf der Bühne der Herzschlag.
Er war verheiratet mit der Schauspielerin Hulda Emilie Klotz, die gemeinsamen Kinder Leontine Paulmann und Therese Paulmann waren ebenfalls Schauspielerinnen. Sein Bruder war der Schauspieler August Paulmann (1827–1885).